# Zara (nhà bán lẻ)
Zara (tiếng Tây Ban Nha: [ˈθaɾa]) là một thương hiệu quần áo và phụ kiện của Tây Ban Nha trụ sở tại Arteixo, Galicia. Công ty được thành lập năm 1975 bởi Amancio Ortega và Rosalía Mera. Nó là thương hiệu chính của tập đoàn Inditex, nhà bán lẻ thời trang lớn nhất thế giới. Tập đoàn thời trang này cũng sở hữu những thương hiệu như Massimo Dutti, Pull and Bear, Bershka, Stradivarius, Oysho, Zara Home, và Uterqüe.

## Lịch sử

### Khởi đầu
Amancio Ortega mở cửa hàng Zara đầu tiên ở trung tâm thành phố A Coruña, Tây Ban Nha năm 1975. Ortega ban đầu đặt tên cửa hàng là Zorba theo bộ phim kinh điển, Zorba the Greek, nhưng sau khi phát hiện ra có một quán bar cùng tên cách đó hai khối nhà, họ sắp xếp lại các chữ cái đúc của biển hiệu thành 'Zara'. Mọi người tin rằng chữ cái 'a' được thêm vào đến từ một set chữ cái thừa được làm cho công ty. Cửa hàng đầu tiên trưng bày những sản phầm giống với những thương hiệu nổi tiếng, cao cấp nhưng với mức giá thấp. Ortega mở thêm cửa hàng khắp Tây Ban Nha. Trong những năm 1980, Ortega thay đổi thiết kế logo, quá trình sản xuất và phân phối để giảm thời gian gom hàng và thích nghi nhanh hơn với xu hướng mới, cái mà ông gọi là "thời trang ăn liền". Những cải tiến bao gồm việc sử dụng công nghệ thông tin và sử dụng các nhóm của nhà thiết kế thay vì các cá nhân.

Logo ban đầu của Zara

### Mở rộng
Vào năm 1988, công ty bắt đầu mở rộng ra thị trường quốc tế qua Porto, Bồ Đào Nha. Trong năm 1989, thương hiệu tiến vào Hoa Kỳ, và sau đó là Pháp trong năm 1990. Trong những năm 1990, Zara mở rộng đến Mexico (năm 1992), Hy Lạp, Bỉ và Thụy Điển (1993). Trong những năm 2000, Zara đã mở những cửa hàng đầu tiên ở Nhật Bản và Singapore (năm 2002), Nga và Malaysia (2003), Trung Quốc, Ma Rốc, Estonia, Hungary và Ru-ma-ni (năm 2004), Philippines, Costa Rica và Indonesia (2005), Hàn Quốc (năm 2008) Ấn Độ (2010), và Nam Phi và Úc (2011).
Vào tháng chín, năm 2010 Zara mở cửa hàng trực tuyến. Trang web bắt đầu ở Tây Ban Nha,  Anh, Bồ Đào Nha, Ý, Pháp và Đức. Vào tháng 11 năm đó, cửa hàng trực tuyến mở rộng dịch vụ cho nhiều năm nước nữa: Áo, Ireland, Hà Lan, Bỉ và Luxembourg. Cửa hàng trực tuyến bắt đầu hoạt động tại Hoa Kỳ trong năm 2011, Nga và Canada trong 2013, và Mexico, Ru-ma-ni, và Hàn Quốc vào năm 2014.
Zara giới thiệu việc sử dụng công nghệ RFID trong các cửa hàng năm 2014. Chip RFID nằm trong thẻ an ninh, chúng sẽ được gỡ bỏ khỏi quần áo khi nó được mua và có thể tái sử dụng. Các con chip cho phép các công ty để nhanh chóng lấy hàng tồn kho bằng cách phát hiện tín hiệu vô tuyến từ mác. Khi một sản phẩm được bán, các kho được thông báo ngay lập tức là mặt hàng có thể được thay thế. Một mặt hàng không ở trên kệ có thể dễ dàng được tìm thấy với những chip RFID.
Trong năm 2015, Zara được xếp hạng thứ 30 trong danh sách của Interbrand về những thương hiệu tốt nhất toàn cầu.

## Sản phẩm
Cửa hàng Zara có cả quần áo của nam và nữ giới, cũng như quần áo trẻ em (Zara Kids). Sản phẩm của Zara được thiết kế và sản xuất dựa trên xu hướng tiêu dùng. Chuỗi cung cấp có tính nhanh nhạy cao đưa sản phẩm mới đến cửa hàng hai lần một tuần. Sau khi hoàn thành thiết kế, sản phẩm sẽ được đưa đến các cửa hàng trong khoảng 10-15 ngày. Tất cả quần áo được xử lý thông qua trung tâm phân phối ở Tây Ban Nha. Sản phẩm mới được kiểm tra, sắp xếp, dán nhãn, và đưa vào xe tải. Trong hầu hết các trường hợp, quần áo được gửi trong vòng 48 giờ. Zara sản xuất hơn 450 triệu sản phâm mỗi năm.

## Sản xuất và phân phối

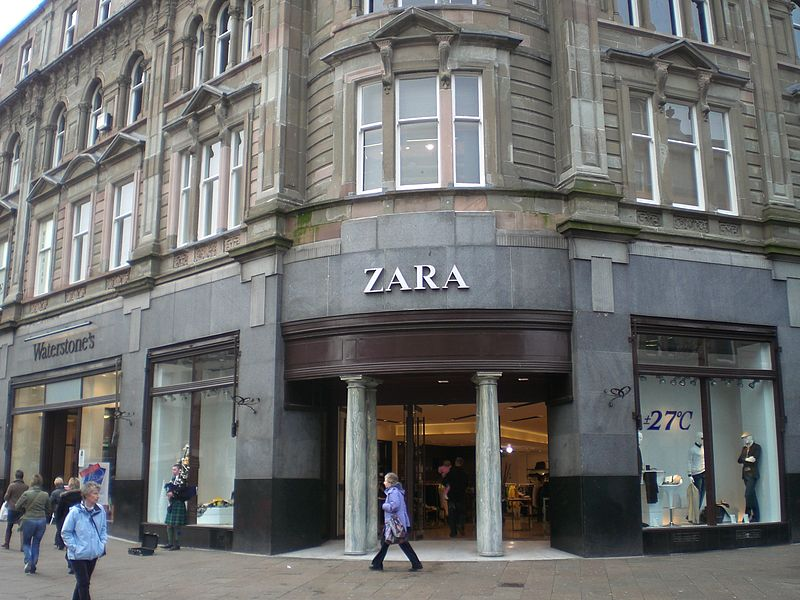
Zara ở Dundee, Anh

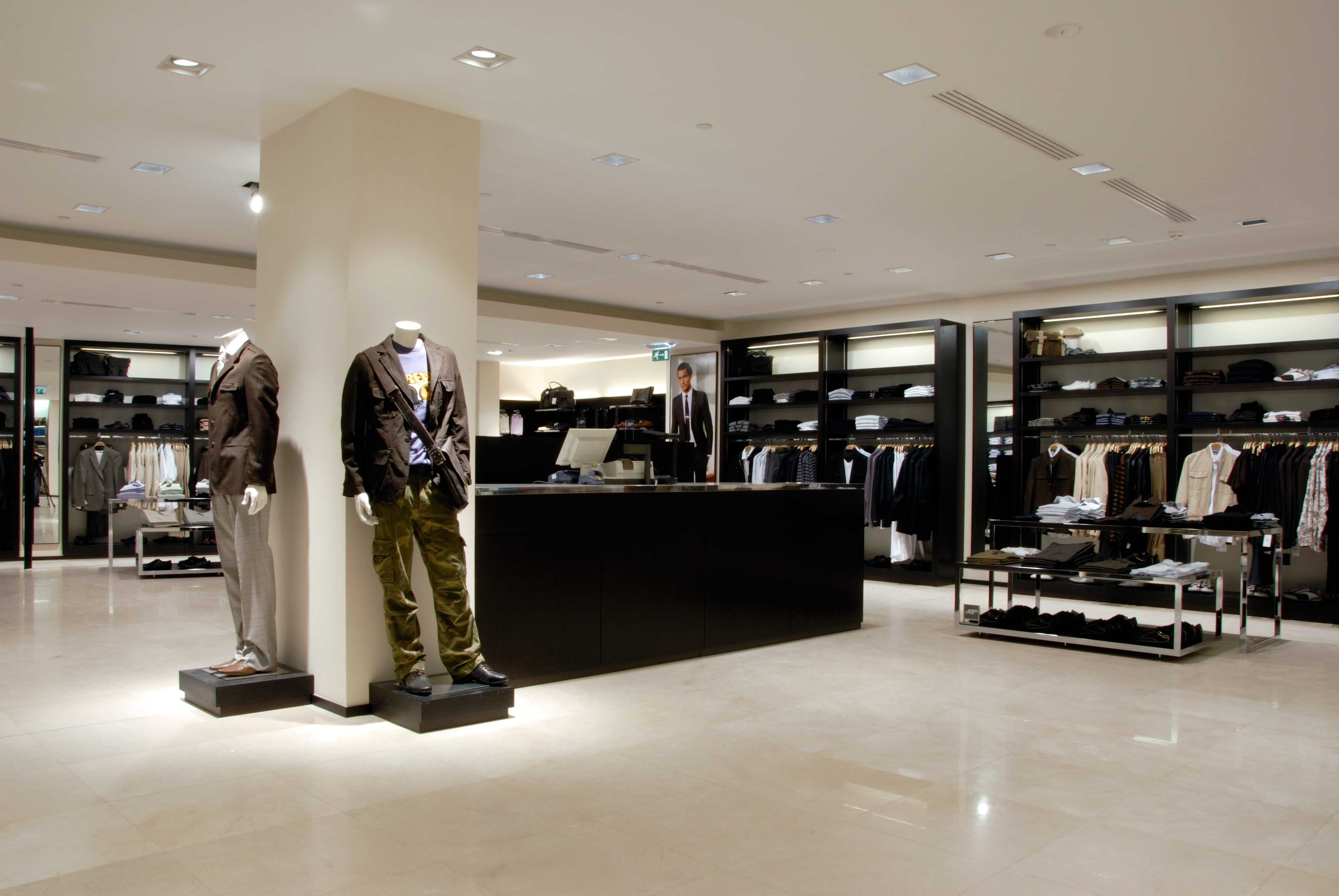
Gian hàng cho nam tại một cửa hàng Zara thường gặp. Almere, Ha Lan

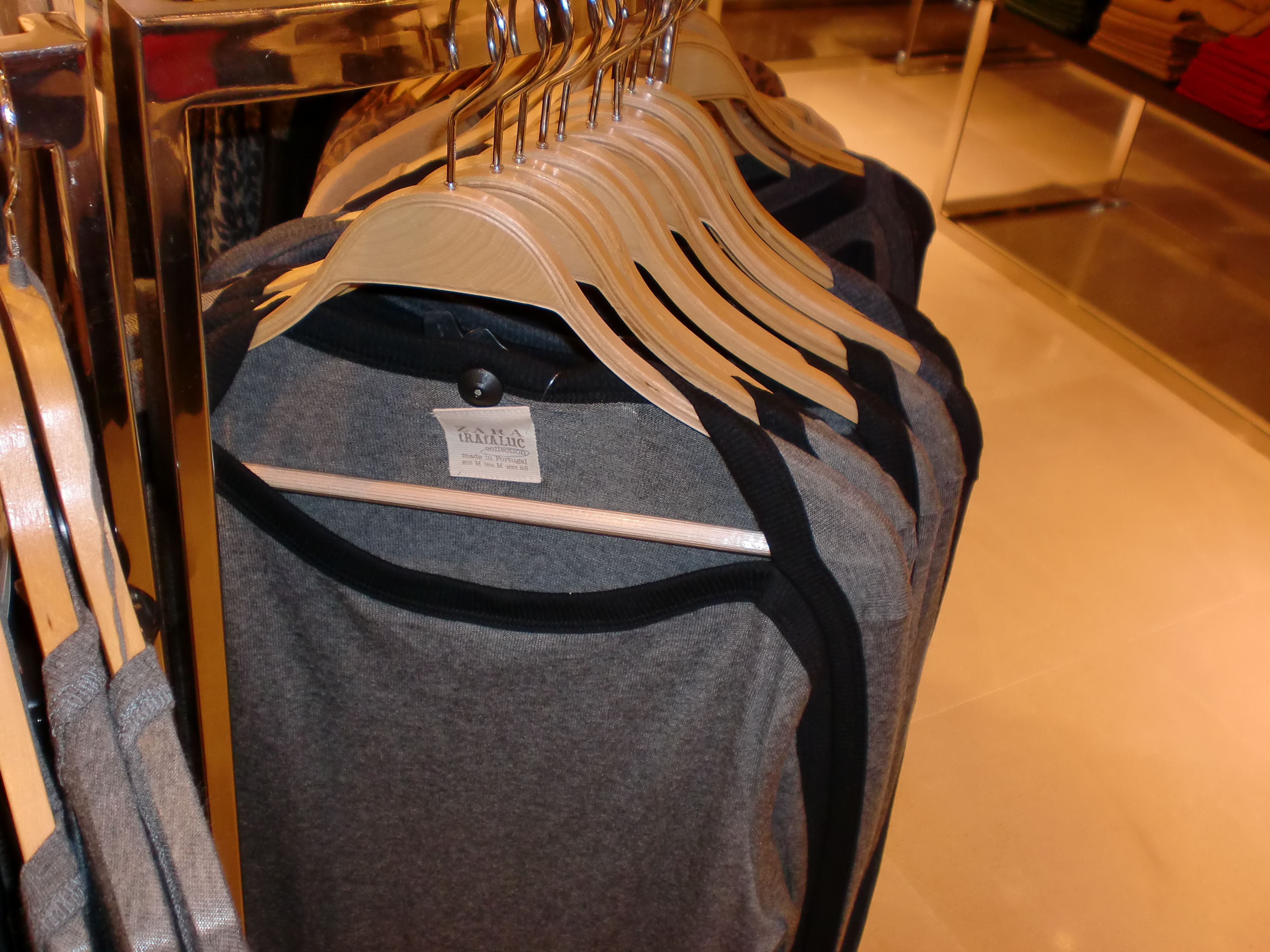
Quần áo Zara sản xuất ở Bồ Đào Nha

Theo như báo cáo, Zara chỉ cần một tuần để phát triển một sản phẩm mới và nhập nó vào cửa hàng, so với thời gian trung bình của ngành công nghiệp là sáu tháng, và ra mắt khoảng 12,000 thiết kế mới mỗi năm. Zara có chính sách không quảng cáo; họ lựa chọn việc dùng doanh thu để mở các cửa hàng mới.
Zara thiết lập nhà máy riêng của mình ở La Coruña (một thành phố được biết đến với ngành công nghiệp dệt) trong năm 1980, và nâng cấp thành dạng sản xuất và các cơ sở phân phối milk-run ngược trong năm 1990. Phương pháp này được thiết kế bởi Toyota Corp, và được gọi là hệ thống just-in-time (JIT). Nó giúp công ty thiết lập một mô hình kinh doanh cho phép sự độc lập trong suốt các giai đoạn vật liệu, sản xuất, hoàn thành và phân phối sản phẩm cho cửa hàng trên toàn thế giới chỉ trong một vài ngày.

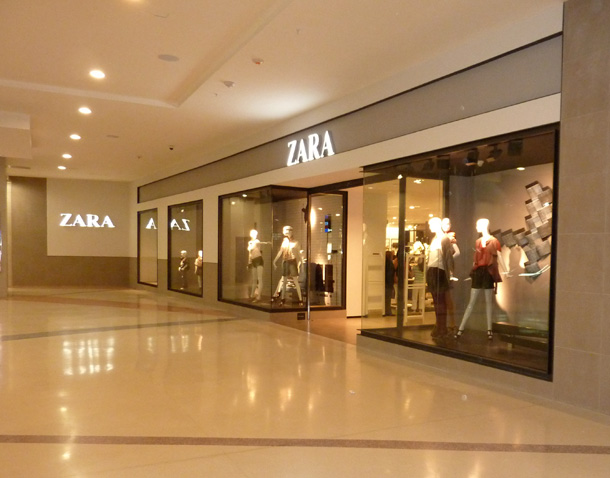
Zara tại Santo Domingo, cộng Hòa Dominica.

Hầu hết các sản phẩm của Zara được sản xuất ở các quốc gia gần nhau như Tây Ban Nha, Bồ Đào Nha, Turkey, và Ma-rốc. Trong khi một số đối thủ cạnh tranh thuê ngoài tất cả chuỗi sản xuất đến châu Á, Zara sản xuất những mặt hàng thời trang nhất—một nửa số hàng hóa của họ—tại một tá nhà máy do công ty sở hữu ở Tây Ban Nha và Bồ Đào Nha và Thổ Nhĩ Kỳ, đặc biệt là ở Galicia và Bắc Bồ Đào Nha và Thổ Nhĩ Kỳ. Quần áo với sức trụ trên kệ dài hơn, như áo phông trơn, được thuê ngoài bởi các nhà phân phối giá rẻ, chủ yếu là ở châu Á.
Công ty có thể thiết kế một sản phẩm mới và phân phối nó đến cửa hàng trong bốn đến năm tuần; nó có thể sửa đổi sản phẩm sẵn có trong thậm chí là hai tuần. Rút ngắn vòng đời sản phẩm đồng nghĩa với thành công lớn hơn trong việc nắm bắt sở thích tiêu dùng. Nếu một thiết kế không bán được nhiều trong vòng một tuần, nó sẽ được rút ra khỏi cửa hàng, mọi đơn đặt hàng đều bị hủy bỏ, và một thiết kế mới sẽ được tiến hành ngay sau đó. Zara theo dõi những thay đổi trong thời trang của khách hàng. Zara có những sản phẩm cơ bản ở trên kệ từ năm này sang năm khác, nhưng những sản phẩm đặc biệt có thể chỉ ở trên kệ trong ít hơn 4 tuần, điều này khiến cho khách hàng phải đến thăm cửa hàng nhiều lần. Một cửa hàng thời trang cao cấp ở Tây Ban Nha thu hút khách hàng tới trung bình ba lần một năm: Trong khi đó khách hàng tới Zara 17 lần.

### Quần áo không độc hại
Vào năm 2011, Greenpeace bắt đầu một cuộc đối thoại với Zara để cấm những chất độc hại trong công đoạn sản xuất quần áo. Greenpeace xuất bản báo cáo "Toxic threads: the big fashion stitch-up" trong tháng 11 năm 2012 như là một phần của chiến dịch Detox nhắm phát hiện các công ty sử dụng chất độc hại trong quá trình sản xuất. Chín ngày sau khi báo cáo đã được xuất bản, Zara cam kết xóa bỏ tất cả hóa chất độc hại trong toàn bộ chuỗi cung cấp sản phẩm tính đến năm 2020. Zara trở thành nhà bán lẻ lớn nhất thế giới nâng cao nhận thức về chiến dịch Detox và chuyển sang một quá trình sản xuất hoàn toàn không độc hại.

## Tranh cãi
Trong năm 2007, Zara rút một túi xách từ kệ xuống sau khi một khách hàng phát hiện biểu tượng swastika trên thiết kế của chiếc túi. Chiếc túi đến từ nhà phân phối bên ngoài và Zara nói rằng biểu tượng đó không hề được phát hiện ra khi chiếc túi được chọn. Phát ngôn viên của Zara Susan Suett nói rằng nếu họ phát hiện ra chiếc túi có biểu tượng đó, họ đã không phân phối nó. Ngay khi được thông báo về dấu hiệu swastika, họ đã ngay lập tức rút sản phẩm khỏi các cửa hàng.
Năm 2009, đã có một email đồn rằng Zara "đã công khai bài trừ Do Thái trong khoảng thời gian dài" bao gồm bức ảnh của chiếc túi có biểu tượng swastika năm 2007. Hiệp hội Chống tội phỉ báng đã gửi một bức e-mail nói rằng Zara không hề bài trừ Do Thái và sự việc liên quan đến chiếc túi đã được giải quyết bằng cách rút toàn bộ những chiếc túi từ kệ xuống. Chiếc túi xách tay được sản xuất bới một nhà cung cấp gốc Ấn và biểu tượng swastika là một biểu tượng tôn giáo của đạo Hin-đu và đạo Phật đại diện cho mặt trời, sức khỏe và may mắn.
Vào tháng 8 năm 2011, một chương trình truyền hình của Brazil đã cáo buộc công ty sử dụng các nhà cung cấp chuyên bóc lột cho hoạt động sản xuất thuê ngoài của họ. Hội giám sát khu vực về lao động và nghề nghiệp của São Paulo, Brazil đã đóng cửa một nhà máy sản xuất quần áo của Zara vì điều kiện lao động nghèo nàn. Đại diện Zara nói rằng những cáo buộc về lao động nô lệ đối với nhà bán lẻ đã lật tẩy một hành vi vi phạm quy tắc đạo đức trong các xưởng sản xuất của Inditex. Công ty cũng tuyên bố rằng mọi nhà máy có trách nhiệm trong việc thuê ngoài không cho phép đã được đề nghị bình thường hóa điều kiện của các công nhân liên quan ngay lập tức.
Vào tháng 8 năm 2014, Zara bị chỉ trích vì bán một chiếc áo phông cho trẻ em khá giống với đồng phục của tù nhân ở trại tập trung Do Thái. Chiếc áo phông có kẻ sọc xanh dương-trắng và có một ngôi sao vàng tương tự như ngôi sao của David ở phần ngực trái. Zara nói rằng thiết kế của chiếc áo được truyền cảm hứng rừ "ngôi sao của các cảnh sát trưởng trong các phim viễn tây cổ điển". Sau khi được đưa lên kệ trong vài giờ, Zara ngay lập tức rút chiếc áo xuống và xin lỗi. Zara cũng bị chỉ trích nặng nề vì bán chiếc áo ở Israel vì ở đó không có cảnh sát trưởng. Hơn nữa, chữ "Sheriff" (cảnh sát trưởng) cũng được in trong suốt trên ngôi sao màu vàng. Hiệp hội Chống tội phỉ báng đã đáp trả về vụ việc, nói rằng chiếc áo gây xúc phạm nhưng hoan nghênh sự nhận thức của Zara về hình ảnh công ty và về hành động ngưng bán chiếc áo.
Tháng bảy năm 2016, đã có phàn nàn về việc Zara ăn trộm thiết kế từ nhiều nhà thiết kế độc lập. Một nhà thiết từng làm việc cho những thương hiệu như Urban Outfitters và Nike, Tuesday Bassen, đã liên lạc với Zara, và nhận được phản hồi là thiết kế của Bassen không đủ đặc biệt, và họ chỉ nhận được vài phàn nàn vì lượng truy cấp rất lớn trên trang của họ. Khi thông tin được các phương tiện truyền thông để ý, và Inditex, công ty mẹ của Zara, đã được yêu cầu để bình luận về vấn đề, Inditex trả lời rằng những sản phẩm được thắc mắc đã được tạm rút khỏi cửa hàng, và họ đang liên lạc với luật sư của Bassen để làm rõ và xử lý sự việc.

## Cửa hàng
Có hơn 2249 cửa hàng Zara nằm trên 88 nước. Zara thường chọn những vị trí đắc địa nhất và những địa điểm đắt giá nhất để mở cửa hàng chính. Zara có cửa hàng chính ở Fifth Avenue ở New York, Đường Oxford ở London, Calle Serrano ở Madrid, Via del Corso ở Rome, Champs-Elysees ở Paris, Corso Vittorio Emanuele ở Milan, Nevsky Prospect ở Saint Petersburg, GUM ở Vladivostok, Shibuya và Ginza ở Tokyo, Myeong dong ở Seoul, và những nơi khác.
Số cửa hàng Zara trên mỗi nước, tính đến 30 tháng 4 năm 2018:
| Châu Phi - Nam Phi: 8 - Ai Cập: 5 - Maroc: 4 - Tunisia: 3 - Algérie: 1 | Châu Mỹ - México: 71 - Hoa Kỳ: 69 - Brasil: 55 - Canada: 27 - Colombia: 12 - Argentina: 11 - Venezuela: 10 - Chile: 9 - Guatemala: 3 - Panama: 3 - Puerto Rico: 3 - Costa Rica: 2 - Cộng hòa Dominica: 2 - Ecuador: 2 - El Salvador: 2 - Honduras: 2 - Perú: 2 - Uruguay: 2 - Aruba: 1 - Nicaragua: 1 - Paraguay: 1 | Châu Á - Trung Quốc: 182 - Nhật Bản: 99 - Hàn Quốc: 43 - Thổ Nhĩ Kỳ: 36 - Ả Rập Xê Út: 33 - Israel: 23 - Ấn Độ: 17 - Indonesia: 15 - Hồng Kông: 14 - Thái Lan: 11 - Các Tiểu vương quốc Ả Rập Thống nhất: 11 - Malaysia: 9 - Singapore: 9 - Đài Loan: 9 - Philippines: 8 - Liban: 7 - Kuwait: 6 - Kazakhstan: 4 - Bahrain: 2 - Jordan: 2 - Ma Cao: 2 - Qatar: 2 - Oman: 2 - Việt Nam: 2 | Châu Âu - Tây Ban Nha: 444 - Pháp: 128 - Ý: 95 - Nga: 91 - Bồ Đào Nha: 86 - Đức: 80 - Anh Quốc: 68 - Ba Lan: 49 - Hy Lạp: 46 - Bỉ: 27 - Hà Lan: 26 - România: 24 - Thụy Sĩ: 18 - Áo: 14 - Thụy Điển: 12 - Croatia: 10 - Ireland: 9 - Ukraina: 9 - Hungary: 8 - Cộng hòa Séc: 7 - Bulgaria: 6 - Síp: 6 - Litva: 5 - Slovenia: 5 - Đan Mạch: 4 - Phần Lan: 4 - Latvia: 4 - Na Uy: 4 - Serbia: 4 - Estonia: 3 - Gruzia: 3 - Luxembourg: 3 - Slovakia: 3 - Armenia: 2 - Azerbaijan: 3 - Bosna và Hercegovina: 2 - Iceland: 2 - Albania: 1 - Andorra: 1 - Macedonia: 1 - Malta: 1 - Monaco: 1 - Montenegro: 1 | Châu Đại Dương - Úc: 15 - New Zealand: 1 |